# 湧田山古墳群

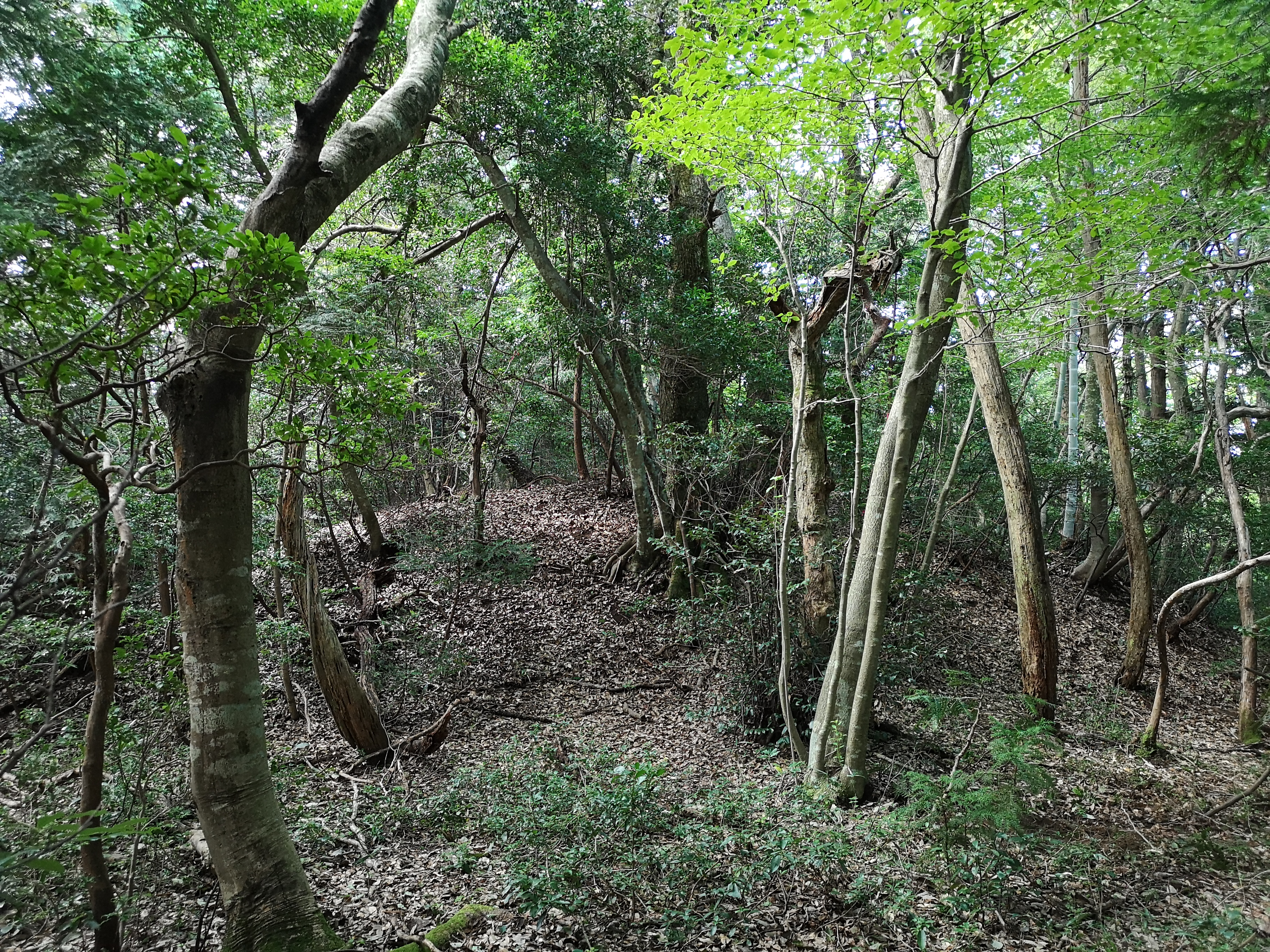
湧田山1号墳（前方後円墳）の墳墓頂上部分

湧田山古墳群（わくたやまこふんぐん）は、京都府京丹後市峰山町丹波と矢田にまたがる42基の古墳群である。竹野川流域では、京丹後市丹後町の神明山古墳に次ぐ規模を誇り、福田川流域である京丹後市網野町の網野銚子山古墳とともに丹後地方の古代豪族の勢力等を知る上で重要な遺跡として、府指定史跡となっている。
古墳群中で最大の前方後円墳である湧田山1号墳は、かつては中期古墳と考えられていた。現在は前期古墳として、弥生時代後期の大型墳墓の成立から、網野銚子山古墳など大型の前方後円墳へとつながる時代の首長墓の可能性があると位置付けられている。

## 地理

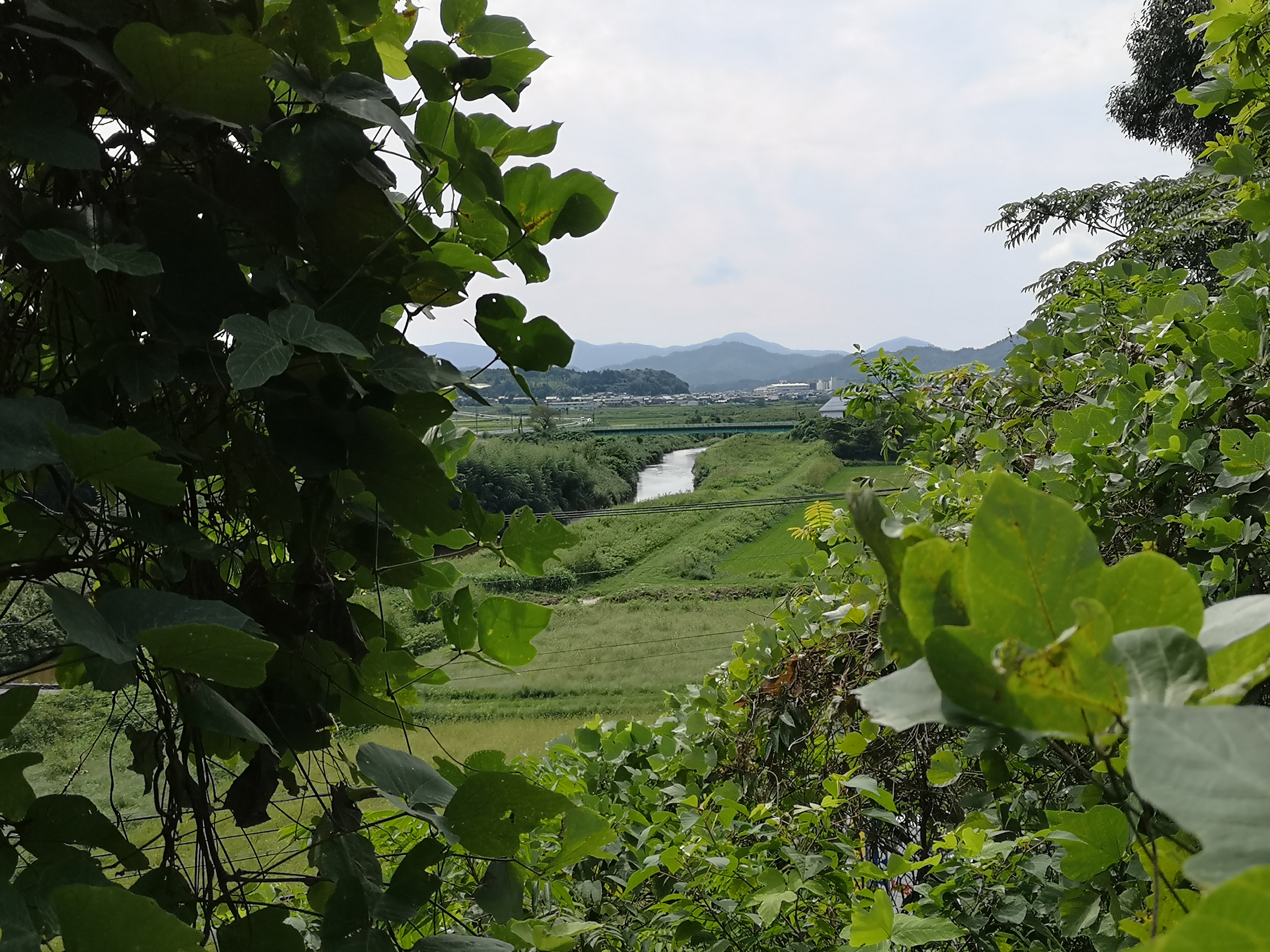
中腹の多久神社から望む、竹野川（南方）

竹野川中流域西岸に位置する。この中流域には、弥生時代から古墳時代にかけての墳墓を中心とした多くの遺跡が確認されている。
竹野川を日本海側から遡上すると、峰山町矢田のあたりで低い丘陵が川岸に迫る隘路となり、そこを通過すると字名は峰山町丹波となり、竹野川流域で最大の穀倉地帯である盆地に入る。竹野川は全長31キロメートル、流域面積206平方キロメートルに及ぶ、丹後半島最大の河川である。湧田山1号墳の立地する場所は、竹野川が支流の小西川と合流し、北東に流れを変えて弥栄平野に流れこむ出口にあたる。この近辺は川の両側に低丘陵地帯が川に向かって張り出しており、平地が狭く、天然の関所になっている。古墳群は、この川岸に突き出るように迫る低い丘陵上に位置し、もっとも川に近く、もっとも大きな1号墳を筆頭に、総数42基を数える。
丘陵の中腹には丹波の式内社である多久神社が在り、一帯は鎮守の森となっている。多久神社は、京都府登録無形民俗文化財に登録、および京丹後市指定無形民俗文化財にも指定されている神事「丹波の芝むくり」を伝承しており、湧田山古墳群の存在とあわせて文化的価値の高い地域として、一帯は府の文化財環境保全地区となっている。

## 歴史
湧田山1号墳は古代における交通の要衝に据えられた大型の前方後円墳であり、墳丘の構造から、北方を意識して建造されたことがうかがえる。北には、3基の首長墓がみつかり、丹後地方の古墳時代の幕開けを吟味するうえで重要な大田南古墳群が分布する。国の重要文化財ともなっている青龍三年銘方格規矩四神鏡（西暦235年）が発見された大田南5号墳もその一部であり、湧田山古墳1号墳の下流約1.4キロメートルの丘陵上に位置する
湧田山古墳群は、1981年（昭和56年）の分布調査によって存在が確認された。1983年（昭和58年）から1985年（昭和60年）にかけて同志社大学考古学研究会によって測量調査が実施され、1号墳は前方後円墳であることが確認された。2007年（平成19年）と2008年（平成20年）に京丹後市の教育委員会によって1号墳前方部の範囲確認調査と墳丘の再測量が行われている。周辺の4号墳までを含んだ部分が、1988年（昭和63年）に府の史跡に指定された。
湧田山古墳群の1号墳以外の41基についての発掘調査は、2020年（令和2年）現在まで未調査である。

## 湧田山1号墳

### 規模と構造
湧田山1号墳は北西に短小な前方部が突出する全長約100メートルの大型の前方後円墳で、後円部は正円形ではなく、丘陵の主軸に並行する形で長軸がある楕円形の形状をもつ。基底部が92×73メートル、高さは12～14メートルである。後円部の裾は段築部から丘陵の自然地形につながり、平野部や竹野川に面する東側に比べると、西側の基底部は不明瞭となっている。
後円部にとりついた前方部は、前端までの長さが約28メートル、前端の幅は40メートルで、高さは4～6メートルと測定された。後円部にのみ幅4～8メートルの段築をもつ二段築成となっており、前方部の頂点の平坦部の尾根からほぼ水平に直線で後円部の段築テラスに連なる、前方後円墳の墳丘上に円形の壇を載せたような構造となっている。この構造は丹後地方の他の前方後円墳と大きく異なる。
埴輪や葺石などの外表施設は存在しなかった可能性が高く、墳丘は地山を削る一方で、盛り土をして整形したものと思われる。

### 下層遺構
2007年（平成19年）度の調査において、墳丘裾の下層から溝状遺構が検出されていて、古墳の築造前になんらかの人々の営みがあった場所である可能性が高いとされた。2008年（平成20年）度の調査においても墳丘裾付近で幅4メートル、深さ2メートルの溝状遺構が検出されており、これは2007年（平成19年）度の溝状遺構の延長であると考えられる。溝状遺構の下層から弥生時代前期の土器が出土したことにより、弥生時代前期の環壕であった可能性がある。環壕の存在により、高地性集落がこの場所に築かれていた可能性が高い。

### 築造年代
主体部の発掘調査は行われておらず、表採やこれまでの発掘調査において、年代を特定できるような古墳時代の遺物は発見されていない。築造年代の推定は墳形に基づいて行われており、諸説が存在する。従来の見解では帆立貝式古墳と考えられており、1988年の府史跡指定において、竹野川流域では黒部銚子山古墳とともに前期後葉の神明山古墳に次いで中期に属すとされた。1992年に刊行された『前方後円墳集成 近畿編』においても、中期初頭から前葉(5期から6期)に位置づけられていた。現在は古墳時代前期に属すと考えられているが、前期初頭から前葉(3世紀)とするか、前期中葉から後葉(4世紀)とするかで、研究者や行政担当者の見解が分かれている。
前者の代表的な説は、広瀬和雄が2000年に刊行された『丹後の弥生王墓と巨大古墳』で示したものである。広瀬は湧田山1号墳の墳形をプリミティブで古相を示すとし、前期中葉の白米山古墳に先行する前期初頭から前葉に位置づけた。寺沢薫は2000年刊行の著書『王権誕生』に纒向型前方後円墳の分布図を載せ、古墳名は記さなかったが、丹後に布留0式期の纒向型前方後円墳を一つ置いた。寺沢が図示した丹後の纒向型前方後円墳は、位置が少しずれているが、湧田山1号墳と思われる。京都府埋蔵文化財調査研究センターの石崎善久は、短い前方部がホケノ山古墳と、楕円形の後円部が園部黒田古墳との関連を窺わせるとし、庄内期まで遡る可能性があるとした。京丹後市や与謝野町(加悦町)の行政担当者は、裏づけとなる調査結果が出ていないとしながらも、3世紀代に築造された可能性がある前方後円墳として湧田山1号墳を挙げている。
後者の代表的な説は、2003年に発表された同志社大学考古学研究会による測量調査の所見である。後円部が楕円形であることをカジヤ古墳・蛭子山古墳とも共通する要素とし、葺石や埴輪など外表施設がないことから、前期中葉から後葉と位置づけた。岸本直文は、2011年に行われたシンポジウムにおいて、湧田山1号墳の形状が行燈山古墳をモデルにした可能性があるとして、白米山古墳に次ぐ4世紀前半(前期中葉)に位置づけた。前期後葉に位置づけるものとして、清家章がいる。清家は前方部と後円部中軸がややずれているとして、前期後半以降の円墳の可能性があるとした。

### 出土遺物
2007年（平成19年）度調査では、1号墳前方部の墳丘裾から、弥生時代前期から中期後葉の弥生土器が出土している。出土した弥生土器はコンテナ2箱分の土器の破片で、完形や完形に近いものは見つかっていない。種類は、壺、甕、高坏で、図化できたものは壺5点、甕5点、壺か甕の底の部分1点、高坏2点であった。
弥生土器のほかには、サヌカイトの石鏃1点のみが出土した。出土層は、旧表土層の上とみられる。
これらの出土物から、周辺に弥生時代の遺跡が存在することが裏付けられた。

## 現地情報

### 所在地
- 京都府京丹後市峰山町丹波の多久神社裏山一帯に連なって展開する。
- アクセス - 京都丹後鉄道峰山駅下車

### その他の史跡

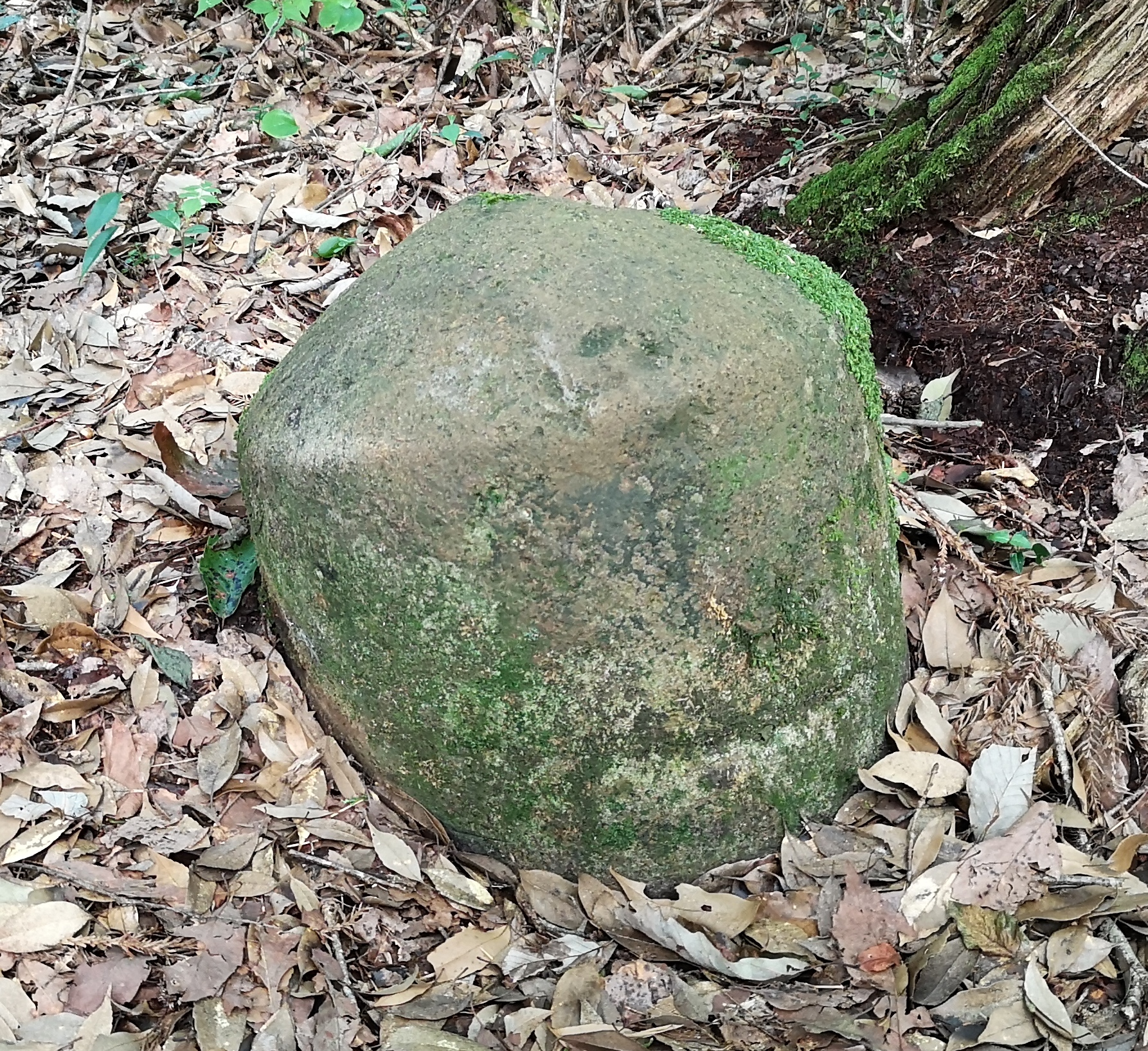
貧乏石
1877年（明治10年）頃の峰山町丹波の伝承にまつわる石で、2020年（令和2年）現在、湧田山1号墳の中腹にある。直径1尺5寸（45センチメートル）ほどの円柱石で、触れると禍に遭うといわれ村から村へ渡されてきて、扱いに困っていたところ、たまたま多久神社の舞殿の上棟式における酒宴で話題になり、作兵衛なる剛力の若者が自ら宮山と矢田山の境界まで運んだ。村人はその勇気と力を称えて酒をすすめたが、作兵衛は泥酔してそのまま死んだ。このため、貧乏石の名は一気に知れ渡ることとなり、以後は近寄る者はいないという。